# Jachiadas
Jachiadas  foi uma família de judeus da Península Ibérica, com vários importantes e ilustres rabinos.
- Dom Solomon Jachia, obteve em 1190, por seu mérito e fidelidade, o comando do exército de Sancho I de Portugal. Vários de seus descendentes foram chamados de Dom, título então apenas conferido aos nobres.[3]

- R. Selomon Jachia, o primeiro e mais antigo da família,[Nota 1] morreu jovem, ao final do século XIII.[1]

- R. Joseph ben Jachia,[Nota 2] ou R. José Jachia,[Nota 3] segundo filho de Selomon, nasceu em Barcelona, e viveu noventa anos. Foi o sucessor do rabino Selomon ben Abraham ben Adereth na presidência da academia dos judeus de Barcelona.[1] Viveu por volta de 1290, e foi por sua sabedoria Príncipe do Cativeiro entre os judeus de Castela.[4]

- Guedalia Jachia, médico do rei Dom Dinis,[Nota 4] foi chamado por Fernando IV[Nota 5] para residir em Castela, e se tornou seu médico.[5]

- Dom David Jachia, filho de Dom Guedalia, o médico de Fernando IV. Escreveu dois trabalhos sobre "Costumes e Cerimônias". Morreu em 1325 e foi sepultado em Sevilha.[6]

- David Jachia, nasceu em Lisboa, morreu em 1390.[2][7] Filho de Ghedalia ben Jachia, nasceu em 1315, mas passou boa parte de sua vida em Castela, para onde foi com dez anos de idade.[2]

- R. Gedaliah ben David Jachia, nasceu em Lisboa. Foi reitor da academia dos judeus de Lisboa. Em 1400, foi para Constantinopla, onde foi nomeado Presidente, ou Reitor, da sinagoga. Morreu em peregrinação à Terra Santa.[8]

- Judas, ou Jehuda, ben Jachia ben Gedaliah, nasceu em Lisboa em 1390, filho primogênito de David Jachia. Foi jurista, poeta e filósofo.[9]

- David Jachia, nasceu em Lisboa,[2][10] em 1430,[10] morreu em 1465.[2][10][7] Filho de Salomão Jachia,[2][10] e neto de David ben Jachia.[10] Foi contemporâneo de Abarbanel.[10]

- Jacob Jachia, filho do anterior,[2][8] terminou a obra Louvores de David, inacabada por seu pai.[2][8] Nasceu em Lisboa, e foi conhecido entre os judeus pelo título de Rabenu Tham, ou Nosso Mestre Perfeito.[8]

- R. Gedaliah filho do R. José Jachia, nasceu em Ímola, morreu em 1539 aos quarenta e cinco anos de idade.[11]

- David Jachia, nasceu em Lisboa,[2][7][12] em 1465,[12] filho de Jozé Jachia,[2][12] mestre da sinagoga de Nápoles,[7] morreu em 1543.[2][7] Casou-se aos dezesseis anos. Quando morreu o rei Dom Afonso V, seu sucessor Dom João II o obrigou a se converter ao cristianismo.[Nota 6] Em 1482, David e sua mulher escaparam para Pisa, de onde, após passar por várias cidades italianas, foi, por vinte e dois anos, rabino da sinagoga de Nápoles. Expulso de Nápoles em 1540, terminou seus dias em Ímola, morrendo aos setenta e oito anos, em 1543.[2][12]

- Gedaliah ou Guedelha Jachia, judeu português, traduziu em 1568, em Veneza, a obra de Abarbanel.[13]